# ロックマンX メガミッション3
『ロックマンX メガミッション3』（ロックマンエックスメガミッションスリー、ROCKMAN X MEGA MISSION 3）は、1996年にカプコン協力のもとバンダイから発売された、オリジナルのストーリーを持つロックマンXシリーズのカードダスであり、『ロックマンX メガミッション2』の続編である。サブタイトルはEPISODE 3 / VS HYPER LIMITED（エピソード3 / バーサスハイパーリミテッド）。

## ストーリー
セントラルポイントにおいてイレギュラーハンター達が次々と襲われ消えていくという、過去のカウンターハンターの乱と酷似した謎の事件が多発。そのためハンターを失い治安の悪化したセントラルポイントでは自警団「マスカレーズ」が発足し、イレギュラーの暴動やハンター襲撃による被害を最小限に食い止めていた。たった4人の力で襲撃事件の被害を激減させたその強さと功績から、ハンター達の激減という事情もあり、ハンターベースは彼等を正式にイレギュラーハンターの一員として登録。エックスやゼロ達の頼もしい仲間として迎えたのだったが……。

## 登場キャラクター

### メインキャラクター
エックス（X）
第17精鋭部隊の隊長を務めている青いレプリロイド。
ゼロ（Zero）
第0特殊部隊の隊長を務めている赤いレプリロイド。

### オリジナルキャラクター

#### マスカレーズ（Masquerades）
セントラルポイントにて発足した自警団。たった4人の力で襲撃事件の被害を激減させた功績から、正式なイレギュラーハンターとして迎えられる事になる。
ロート・アーマー（Rot Armor）
4つのマスカレーズメンバーのリーダー。高い機動性による俊敏な動きとマスカレーズ一の防御能力を誇る。ロートはドイツ語で「赤」の意。
ブラオ・ランチャー（Blau Launcher）
マスカレーズの一人。精密で素早い動きを最大の武器としているが、彼が本領を発揮するのは水中戦においてらしい。ブラオはドイツ語で「青」の意。
グリューン・メタモ（Grün Metamo）
マスカレーズの一人。あらゆるスクラップを集め、自分の武器に作り替えてしまうという特殊能力を持っている。グリューンはドイツ語で「緑」の意。
ブラオン・エレキ（Braun Eleci）
マスカレーズの一人。その巨体を活かした怪力を最大の武器としているが、電気を操る事も出来るらしい。ブラオンはドイツ語で「茶」の意。

#### リミートレプリロイド（REMEET REPLIROID）
リミテッドの力により復活・強化・新生したレプリロイド達。
リターンイクス（Return X）
『ロックマンX メガミッション』にてエックスに倒されたイクスが強力な執念により復活した姿。エックスを自身の手で倒す事だけを至上の目的とし、邪魔をする者はエックスと手を組んででも排除する。
エックスを分析し尽くして生まれたイクスバスターはさらに強力なリターンイクスバスターとなり、その威力はハイパーリミテッド達4人を相手に撤退させてしまうほど。

#### ハイパーリミテッド四人衆
斜体は異名。過去にエックスたちによって撃破されたボスキャラクターの再生体。それまでと異なり、名称の末尾に「HL（ハイパーリミテッド）」の一語が加わる。ハンター達の数を激減させ、自らの体をマスカレーズへと変えてハンター組織内部に潜り込んでいた。それぞれリミテッド・フィールドを作り出す事が出来、また周囲のメカニロイドを自分の意のままに操る事ができる。
鋼鉄の甲弾闘士 アーマー・アルマージ・HL（A Armarge HL）
『ロックマンX1』においてエックスに倒されたアーマー・アルマージにハイパーリミテッドが取り付き進化した姿。「ハイパーリミテッド四人衆」の一員でありロート・アーマーの正体。メインカラーが紫色から赤橙に変更されており、ローリングシールドによる高速の体当たりの他に新たに両腕に強化装備されたクラッシュシールドを使い、攻守両面において群を抜いた戦闘能力を誇る。
深海の武装将軍 ランチャー・オクトパルド・HL（L Octopuld HL）
『ロックマンX1』においてエックスに倒されたランチャー・オクトパルドにハイパーリミテッドが取り付き進化した姿。「ハイパーリミテッド四人衆」の一員でありブラオ・ランチャーの正体。メインカラーが赤色から青色に変更されており、海中戦を最も得意とし、強化されたホーミングトーピードと追加装備オクトライデントでエックスを追い詰める。
夢の島の堕天使 メタモル・モスミーノス・HL（M Mothmeanos HL）
『ロックマンX2』においてエックスに倒されたメタモル・モスミーノスにハイパーリミテッドが取り付き進化した姿。「ハイパーリミテッド四人衆」の一員でありグリューン・メタモとしての外観は成体としてのこの姿の前のミノの状態だった。メインカラーが紫色から緑色に変更されており、遠距離では空中からのビームで戦い、近距離では追加装備のモスサーベルによる斬撃を武器とする。
レスキュー発電所 エレキテル・ナマズロス・HL（E Namazuros HL）
『ロックマンX3』においてエックスに倒されたエレキテル・ナマズロスにハイパーリミテッドが取り付き進化した姿。「ハイパーリミテッド四人衆」の一員でありブラオン・エレキの正体。メインカラーが水色から茶色に変更されており、レスキュー発電所としてのかつての優しい心は既に無く、膨大な電力を操り作り出す強化エレクトリックシールドはエックスのトルネードファングですら遮断してしまう。

#### 合体リミートレプリロイド（COMBINE REMEET REPLIROID）
ミックス・フォート（Mix Forte）
合体リミートレプリロイド。ハイパーリミテッド四人衆が、エナミスのコンバインチップの力を受けて合体した姿。
その力は元の4倍以上と言われ、ハイパーリミテッド四人衆の武器と技を全て同時に使いこなす事が出来る。

#### リミートオーダーブレイカー（REMEET ORDER BREAKER）
ハイパーリミテッドの力で起動したオーダブレイカー。
エナミス・HL（Enemice HL）
かつてタキオンが造っていた最強のオーダブレイカー。制作が完了しないままタキオンが倒され放置されていたが、ハイパーリミテッドの能力を得て起動した。
腕部に仕込まれた荷電粒子砲とピストンナックルによって戦闘を行うも窮地に追い込まれ「Σ（シグマ）チップ」を使用する。
Σ（シグマ）リミテッド（Sigma Limited）
Σチップ内のシグマのデータがエナミスの体と意識を乗っ取った姿。シグマのコピーではあるが、その信念と力はオリジナルのシグマに劣らず、唯一にして最強の武器である十指のサーベルネイルでエックスとゼロを追い詰めて行く。

## 使用された特殊武器
本来、1作品の完結毎にリセットされているエックスの特殊武器だが、本作品ではリミテッド・フィールドの影響でエックスが過去の戦いで得た特殊武器を敵に対して使用している。
エレクトリックスパーク（Electric Spark）
アーマー・アルマージ・HLを破る為に使用するも、強化された装甲とハイパーリミテッドの防御力の前には通じなかった。
元々は『ロックマンX1』においてスパーク・マンドリラーを倒して得た特殊武器で、本来ならばアルマージの弱点武器のはずだった。
ホーミングトーピード（Homing Torpedo）
ランチャー・オクトパルド・HLの放ったホーミングトーピードを迎撃する為に使用。
元々は『ロックマンX1』においてランチャー・オクトパルド自身から得た特殊武器。
ラッシングバーナー（Rushing Burner）
メタモル・モスミーノス・HLに捕らえられたエックスが逃れる為に使用。
元々は『ロックマンX2』においてフレイム・スタッガーを倒して得た特殊武器でHL化する前のメタモル・モスミーノスの弱点。
トルネードファング（Tornado Fang）
エレキテル・ナマズロス・HLに対して使用するが、強化されたエレクトリックシールドにその全てを無効化される。
元々は『ロックマンX3』においてスクリュー・マサイダーを倒して得た特殊武器で、ナマズロスの弱点にしてエレクトリックシールドを破れる唯一の武装のはずだった。

## エックスとゼロのパワーアップ
本ストーリーではリターンイクスが協力し、自らをアーマーへと姿を変えてエックスやゼロに力を貸す。
各アーマーはバンダイから発売された『メガアーマー』シリーズで商品化されている。
ロックマンX（イクスアーマー）
ZERO（イクスアーマー）
ハイパーリミテッドによる攻撃の一切を無効化することができる。バスターも大幅にパワーアップされている。エックスとゼロとでは性能は同じだが、外観が多少異なる。
ロックマンX（アルイクスアーマー）
傷ついたゼロのイクスアーマーを吸収して形成されたアーマー。右手をエックスバスターに、左手をリターンイクスバスターに変形させ同時に発射する事で超威力のダブルエックスバスターを放つことができるが、その膨大過ぎるエネルギーの放出にエックスの体のみでは耐えきれない。